# Kollega Tarsoly István
Kollega Tarsoly István (Debrecen, 1955. május 9. –) magyar levéltáros, szerkesztő, lexikográfus, történész, heraldikus, genealógus.

## Életpályája
1978–1983 között az Eötvös Loránd Tudományegyetem Bölcsészettudományi Kar történelem-levéltár szakos hallgatója volt. 1983-tól a Magyar Heraldikai és Genealógiai Társaság tagja, 2000–2017 között alelnöke volt. 1983–1994 között az Országos Levéltárban levéltáros és Hungarica-referens, 1984–1993 között osztályvezető-helyettes, 1993–1994 között főosztályvezető volt. 1994–2000 között a Babits Kiadó főszerkesztőjeként dolgozott. 1994–2008 között a Révai új lexikona főszerkesztője volt. 1994–2009 között a Turul című heraldikai és genealógiai szaklap szerkesztője volt. 2000-től a Tarsoly Kiadó alapító-igazgatója. 2011-ben védte meg doktori disszertációját a Pázmány Péter Katolikus Egyetemen. 2013–2018 között a Magyar Családtörténet-kutató Egyesület elnöke volt. 2014-től a Pető András Főiskola könyvtárának igazgatója, majd a Semmelweis Egyetem Pető András Kar tudományos főmunkatársa. 

## Családja
Szülei: Kollega Tarsoly Sándor (1912–1996) levéltáros és Neusch Ilona. 1977-ben házasságot kötött Krizsik Ellával. Két fiuk született: Dániel (1981–) és Tamás (1988–).

## Művei
- Segédlet a Jász-Nagykun-Szolnok megyei feleekzeti anyakönyvekhez (társszerző, 1991)
- Csehszlovákiai mikorfilmek az Országos Levéltárban (társszerző, 1992)
- Királyi könyvek 1867-1918 (Babits Kiadó; Szekszárd, 1994)
- Magyarország a XX. században I.-V. (Babits Kiadó, Szekszárd, főszerkesztő; 1997–2000)
- Révai új lexikona (főszerkesztő; 1-19. Babits Kiadó, Szekszárd, 1996-2007)
- Magyar könyvek, magyar századok (szerkesztő; 2001)
- Településeink címeres pecsétjei a Magyar Országos levéltárban (szerkesztő; Budapest, 2001)
- A leghosszabb fél évszázad. Erdészetünk a kormányjelentések tükrében 1899-1941 (2004)
- Genealógia I.-III. A történelem segédtudományai (szerkesztő; Kovács Eleonórával, Pandula Attilával és Vitek Gáborral; Budapest, 2012-2013 és 2015)
- Heraldika - A történelem segédtudományai II. (szerkesztő - Kovács Eleonórával; Tarsoly Kiadó, Budapest, 2018)
- Telepeskönyv. II. József német telepesei (Tarsoly Kiadó, Budapest, 2018)